# Tobias Klein
Tobias Klein (Saarbrücken, 1967) is een Duitse altsaxofonist, basklarinettist en componist in de jazz en geïmproviseerde muziek.
In 1990 ging hij naar Amsterdam, waar hij studeerde aan het conservatorium (saxofoon, basklarinet en Zuid-Indiase muziek). Hij is leider van Spinifex, een Amsterdams muziekensemble dat in een kwintet kernbezetting opereert, maar ook vaker projectmatig in grotere bezettingen werkt. Hij leidt een trio genaamd Lackritz met Kristina Fuchs en Raphael Vanoli. Verder vormt hij een duo met Oguz Buyuberber, en speelt hij in trio met Martin Van Duynhoven en Gonçalo Almeida. Klein is niet alleen geïnteresseerd in jazz en hedendaagse muziek, maar ook in muziek uit de Balkan (Turkije) en Azië (het zuiden van India), een interessegebied die tot uiting komt in verschillende groepen en projecten. Zo speelde in de internationale groep Bhedam en leidde hij het trio Man Bites Dog. Ook speelde hij met de psychedelische folk-fusionband Gevende uit Istanboel. In 2012 toerde hij met de Balkan Clarinet Summit. Klein heeft vaak in het buitenland getoerd, onder meer in India en Rusland. Hij speelde mee op platen van Tineke Postma en Esra Dalfidan.

## Discografie (selectie)

### Spinifex
- "Hipsters Gone Ballistic", TryTone Records, 2013

### Full Fathom Five
- Bison Ravi, TryTone Records, 2007

### Spinifex Orchestra
- Triodia, Karnatic Lab Records, 2008

### Esra Dalfidan's Fidan
- "Counterpoint", Challenge, 2010

- "Colors", Challenge, 2008

### Man Bites Dog
- Man Bites Dog, TryTone Records
- Hot Mule Bait, TryTone Records, 2001
- OKNO, TryTone Records

### Dalgoo
- New Anatomy, TryTone Records

### Bhedam
- Rickshaw Chase, Trytone Records